# Imnam-Talsperre
Die Imnam-Talsperre (Hangeul: 임남댐, Hanja: 任南댐) ist eine Talsperre in Nordkorea am Fluss Bukhangang (Bukhan-Fluss), die 2003 fertiggestellt wurde.
Der Bau begann 1986. Von der südkoreanischen Regierung wurde der Staudamm sofort als Bedrohung angesehen. Der Bukhan ist ein Nebenfluss des Hangang (Han-Fluss), und Kriegsszenarien sahen voraus, dass Nordkorea Flutwellen freisetzen könnte, die die Hauptstadt von Südkorea Seoul überfluten würden. Auch wenn die Angst vor einen „Wasserangriff“ sich vermindert hat, zeigten Satellitenfotos von 2002 Risse in dem nordkoreanischen Damm, die befürchten ließen, dass er nach schweren Regenfällen zusammenbrechen könnte. Im September 2005 ließ Nordkorea ohne Warnung eine große Wassermenge ab, die große Überschwemmungen in Südkorea verursachte.
Um sich vor der drohenden Gefahr zu schützen, baute Südkorea den Peace Dam (Friedensstaudamm) 22 Meilen südlich seiner Grenze.
Seit die Imnam-Talsperre gebaut ist, nahm der Zufluss zum Han-Fluss um 12 Prozent ab. Dies hatte Umweltbeeinflussungen und Wasserknappheit in der Gegend von Seoul zur Folge.
Der Staudamm ist 710 Meter lang, 121,5 Meter hoch und hat einen geschätzten Stauinhalt von 2620 Millionen Kubikmetern.